# Montes de Ksour
La Cordillera Ksour o Cordillera Kçour (en árabe: جبال القصور , francés: Monts des Ksour o Djebel Ksour) es una cordillera en Argelia. Extendiéndose a través de las provincias de Béchar y El Bayadh, es la cordillera  más occidental del Atlas sahariano, con la de Amour más al este.

## Geografía
La cordillera se extiende entre la provincia de Figuig en la región oriental de Marruecos, cerca de la frontera marroquí / argelina y el municipio de El Bayadh en Argelia. La dirección de la cordillera continúa hacia el oeste como el Alto Atlas. La cumbre más alta de la cordillera es de 2236 m de altura, es el Monte Issa o Djebel Aïssa (جبل عيسى).

## Arte rupestre
El arte neolítico, en forma de piedras grabadas que representan caballos, elefantes y otros animales, se encuentra en diferentes cuevas y paredes en toda la zona (como en Thyout).

## Áreas protegidas
El parque nacional Djebel Aissa es un área protegida dentro de los límites de la cordillera desde 2003.

## Galería

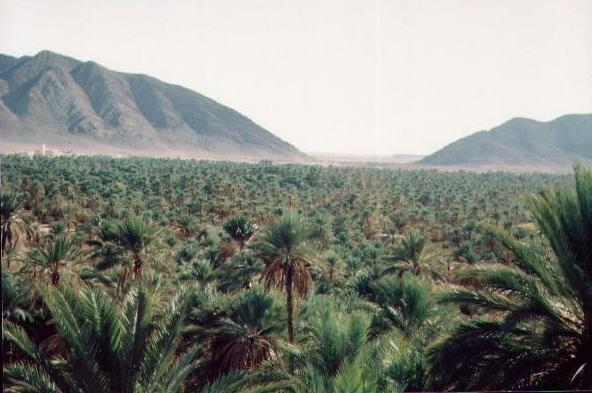
Estribaciones occidentales de la cordillera Ksour cerca de Figuig
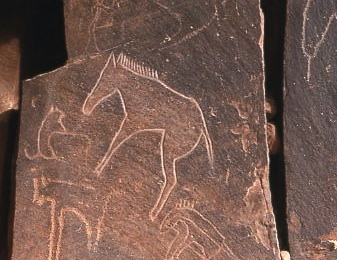
Grabados rupestres neolíticos cerca de Ain Sefra
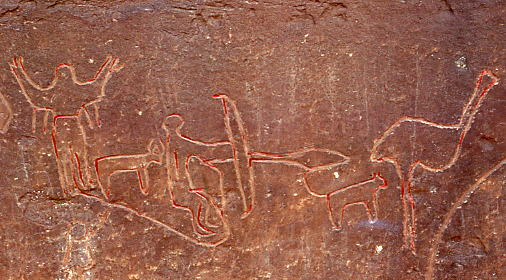
Un persona rezando y un arquero y su perro persiguiendo un avestruz en la región de Ain Sefra
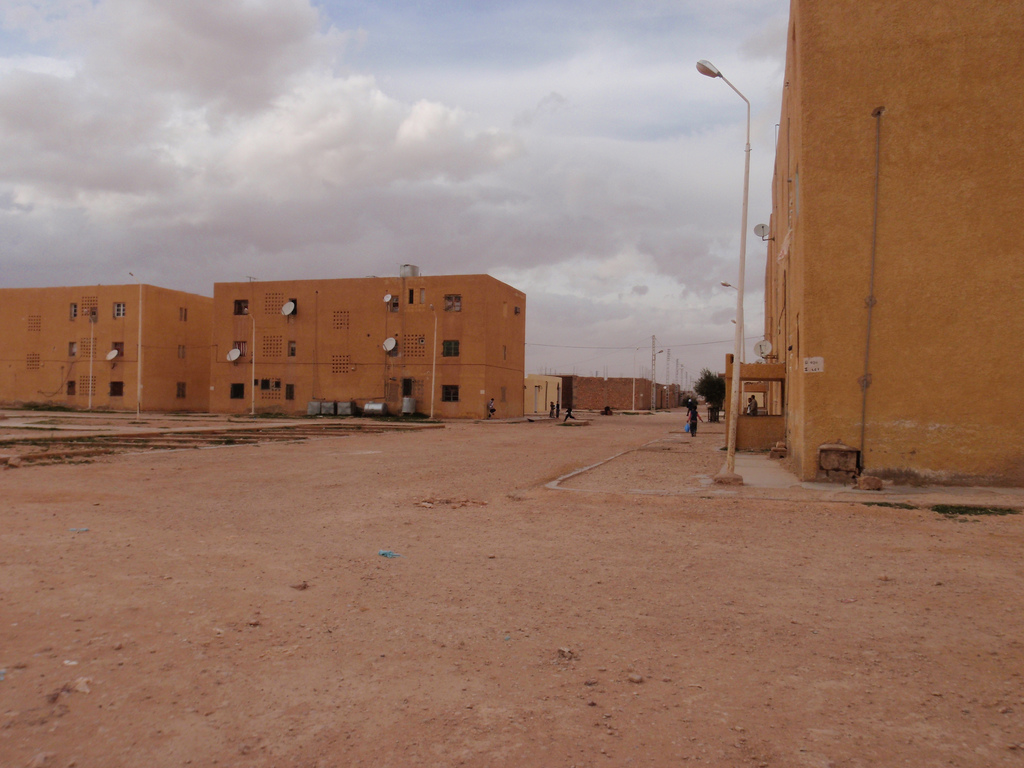
Calle en El Abiodh Sidi Cheikh, un pueblo ubicado en las laderas meridionales de la cordillera.